# Quentin Métral
Quentin Métral (* 8. Mai 1995 in Genf) ist ein Schweizer Beachvolleyballspieler.

## Karriere
Métral spielte von 2013 bis 2016 an der Seite von  Michiel Zandbergen, zunächst meist auf nationalen Turnieren, ab 2015 auch auf der FIVB World Tour. Mit Simon Hagenbuch hatte Métral auch 2017 und 2018 sowohl national als auch international keine grösseren Erfolge.
Seit 2019 spielt Métral mit dem Basler Yves Haussener. Auf der World Tour wurden sie in Siem Reap (zwei Sterne) Dritte, kamen aber bei höherwertigen Turnieren nie über die Vorrunde hinaus. Métral erreichte mit Florian Breer den dritten Platz bei der Schweizer Beachvolleyball-Meisterschaft 2019. Auf der World Tour 2021 waren ein zweiter Platz beim 1-Stern-Turnier in Doha, ein neunter Platz beim ersten 4-Sterne-Turnier in Cancún sowie ein fünfter Platz beim 2-Sterne-Turnier in Prag die besten Ergebnisse für Haussener/Métral. Auch mit Haussener wurde Métral 2021 Dritter der Schweizer Beachvolleyball-Meisterschaft. Auf der neugeschaffenen World Beach Pro Tour 2022 gewannen die beiden Schweizer die Future-Turniere in Madrid und Rhodos, hatten allerdings auf höherwertigen Turnieren zunächst nur hintere Platzierungen. Bei der Europameisterschaft 2022 in München kam gegen die Schweden David Åhman und Jonatan Hellvig das Aus in der ersten K.-o.-Runde. Im Oktober/November gab es mit neunten Plätzen bei den Challenge-Turnieren auf den Malediven und zweimal in Dubai sowie Platz fünf und Platz neun beim Challenge- bzw. Elite16-Turnier im australischen Torquay einen zufriedenstellenden Jahresabschluss für Haussener/Métral.